# Christoffer Conrad Bildstein
Christoffer Conrad Bildstein (före 1720 von Bildsten), född 1672, död 16 februari 1752 på Drägsby, var en svensk friherre och militär.
Christoffer Conrad Bildstein var son till major Conrad Bildsten, adlad von Bildsten, och bror till Carl Gustaf von Bildsten. Han blev volontär vid Åbo läns infanteriregemente 1686, förare där 1687, sergeant 1691, fältväbel 1693, fänrik 1695 och löjtnant 1700. Våren 1701 blev han kapten vid Västmanlands regemente men förflyttades i september tillbaka till Åbo läns infanteriregemente. Bildstein blev 1711 överstelöjtnant vid Björneborgs läns infanteriregemente och var 1714–1719 tillförordnad chef för regementet. Åren 1719–1720 var han överste och chef för Viborgs läns infanteriregemente. Tillsammans med brodern Eberhard Bildstein upphöjdes han 1720 till friherre och adopterades på sin kusins, Carl Bildsteins, namn och nummer. Bildstein var 1734–1752 chef för Tavastehus läns infanteriregemente. Han blev 1748 riddare av Svärdsorden.